# Arantza
Pour les articles homonymes, voir Aranaz.
Arantza  en basque ou Aranaz en espagnol est une ville et une municipalité de la Communauté forale de Navarre dans le Nord de l'Espagne.
Elle est située dans la zone bascophone de la province où la langue basque est coofficielle avec l'espagnol et à 66 km de sa capitale, Pampelune. Le secrétaire de mairie est aussi celui d'Igantzi.
Arantza signifie littéralement une épine en basque.

## Localités limitrophes
Lesaka, Igantzi, Sunbilla, Zubieta, Ituren, Goizueta.

## Division linguistique
En 2011, 96,2% de la population d'Arantza avait le basque comme langue maternelle. La population totale située dans la zone bascophone en 2018, comprenant 64 municipalités dont Arantza, était bilingue à 60.8%, à cela s'ajoute 10.7% de bilingues réceptifs. Avec Urroz, c'est la municipalité la plus bascophone de Navarre.

### Droit
En accord avec Loi forale 18/1986 du 15 décembre sur le basque, la Navarre est linguistiquement divisée en trois zones. Cette municipalité fait partie de la zone bascophone où l'utilisation du basque est majoritaire. Le basque et le castillan sont utilisés dans l'Administration publique, les médias, les manifestations culturelles et en éducation, mais l'usage courant du basque y est présent et encouragé le plus souvent.

## Patrimoine

### Patrimoine religieux
Les fêtes du village ont lieu le 15 août en l'honneur de Marie de Nazareth.

## Galerie

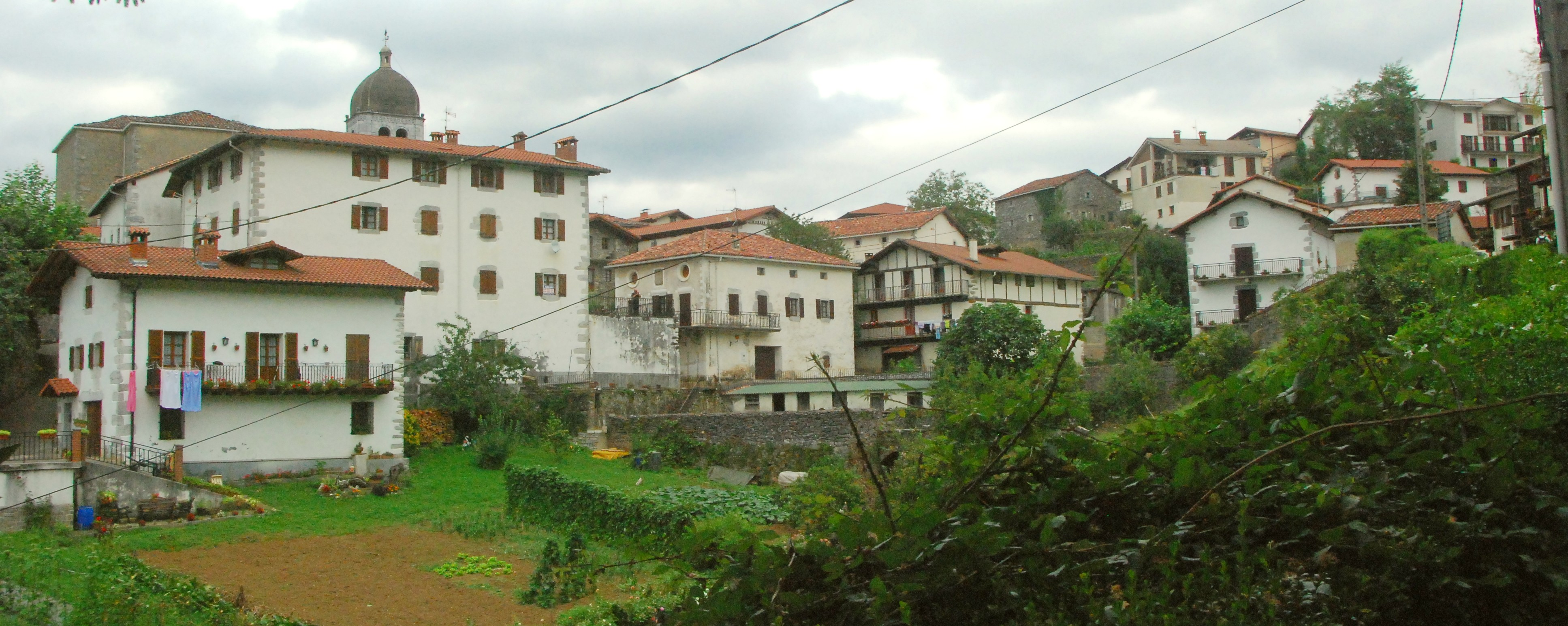
Le village d'Arantza.

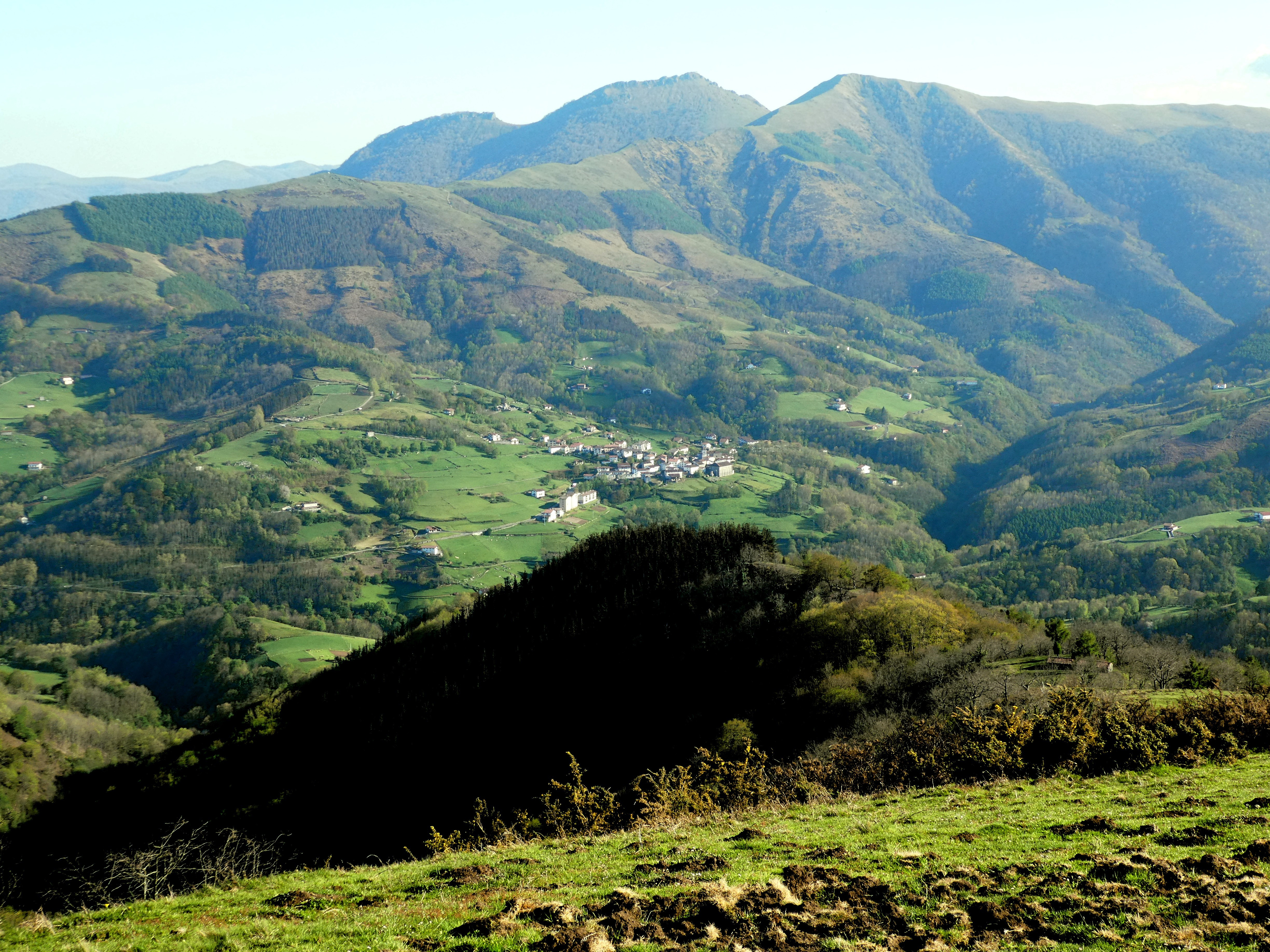
Vue de la vallée.
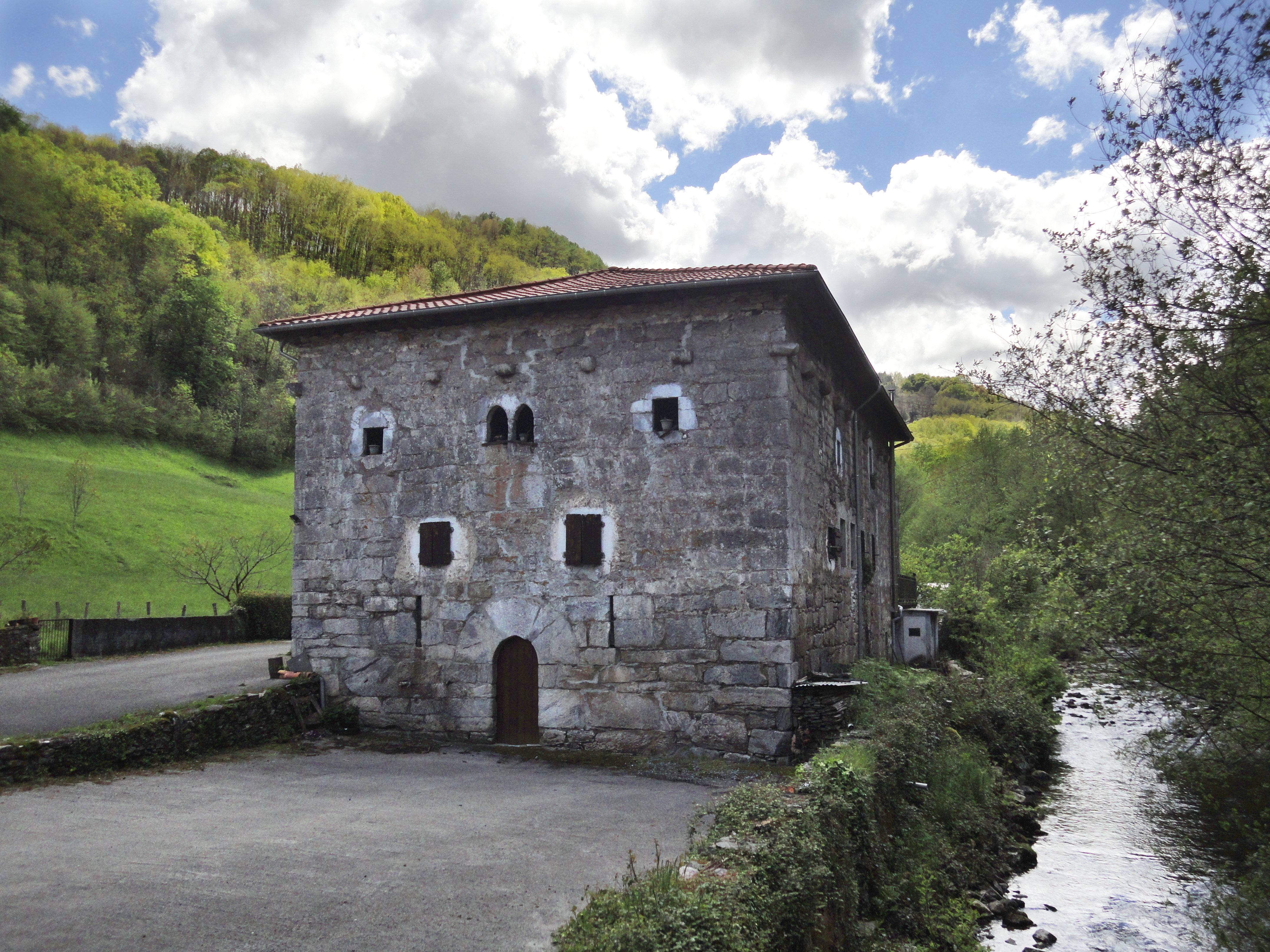
Palais Aranibar.

### Sources
- (es) Cet article est partiellement ou en totalité issu de l’article de Wikipédia en espagnol intitulé « Arantza » (voir la liste des auteurs).